# Світельський Лаврентій Костянтинович
Лаврентій Костянтинович Світельський (пол. Ławrientij Konstantinowicz Switielski; 14 серпня 1902, Рудня-Сичівка Малинської волості Радомисльського повіту Київської губернії Російської імперії — 21 лютого 1979, Київ) — генерал-майор ЗС СРСР, генерал бригади Народного Війська Польського.

## Біографія
Батьки — Костянтин Світельський і Марія Круковська. Закінчив два класи селянської школи в селі Буки Фасівської волості Житомирського повіту над річкою Тростяницею. З 1922 року член Чеповічского райкому ВКП (б). З 1923 року в рядках РККА, в 1926 році закінчив школу командирів піхоти в Москві. Командир взводу 45-го стрілецького полку, з травня 1930 командир роти. У 1929—1931 роках — студент вечірнього відділення Миколаївського технічного інституту. Слухач курсів Військової академії імені М. В. Фрунзе в Москві в 1935-1938 роках, закінчив її у званні капітана. Пізніше Світельський займав пост начальника 1-го оперативного відділу штабу 72-ї стрілецької дивізії, з грудня 1939 року начальник 1-го відділу штабу 12-ї армії у званні майора (пізніше підполковник).
З лютого 1941 року заступник начальника штабу 199-ї стрілецької дивізії, на цій посаді і зустрів початок Великої Вітчизняної війна, борючись на Північно-Західному фронті з червня 1941 року. У липні 1941 року призначений начальником штабу 284-ї стрілецької дивізії, після її розгрому очолив штаб партизанського з'єднання імені Щорса. З загоном діяв в районах Коростеня і Чорнобиля, проводячи розвідувально-диверсійні операції і вступаючи в бої з малими гарнізонами німців і загонами поліцаїв. Влітку 1943 року загін діяв на території Київської та Житомирської областей. Навесні 1944 року Світельський призначений начальником штабу партизанського руху УРСР, а пізніше Головного відділу кадрів РККА.
10 червня 1944 року в званні підполковника Світельський був направлений до складу Війська Польського в СРСР. 15 червня 1944 призначений заступником начальника оперативного відділу штабу 1-ї армії Війська Польського. З середини липня 1944 року брав участь в операціях польських сил під Дембліним, Пулави, Варкою і на Пилиці (річка), пізніше бився в варшавському районі Прага і у всій Варшаві. Полковник з 18 серпня 1944 року. У січні 1945 року брав участь в плануванні і реалізації операцій 1-ї армії Війська польського на Поморському Вале, під Колобжегом, на Одері і в ході штурму Берліну. З 18 березня по 7 червня 1945 року очолював оперативний відділ штабу армії, в квітні 1945 року отримав легке поранення голови.
Після війни очолив 1-й відділ штабу 4-го Катовицького військового округу, з грудня 1945 року начальник штабу Лодзинського військового округу, з 15 листопада 1946 року начальник штабу 2-го Бидгощського військового округу (пізніше Поморського військового округу), з осені 1948 командир 7-го Люблінського військового округу. З травня 1949 командир 1-го танкового корпусу в Гданську (1-й механізований корпус з грудня 1949 року). 11 травня 1949 Президією Ради Міністрів СРСР отримав звання генерал-майора, 16 травня аналогічно Державною радою ПНР проведений в генерали бригади Війська Польського. З 13 жовтня 1952 по 24 липня 1954 року був комендантом вищого піхотного училища в Рембертуві. У серпні 1954 року повернувся до СРСР, займав посаду начальника Головного відділу кадрів радянської армії в Москві, пізніше переведений в запас.
Проживав в Мінську і Києві, помер 21 лютого 1979 року в Києві. Похований на військовому кладовищі у Сирці.

## Нагороди
Польща
- Командорський хрест ордена Відродження Польщі (1954)
- Офіцерський хрест ордена Відродження Польщі (1945)
- Срібний хрест ордена Virtuti Militari (1945)
- Орден «Хрест Грюнвальда» III ступеня (1945)
- Золотий хрест Заслуги (1946)
- Медаль «За Варшаву 1939-1945»
- Медаль «Перемоги і Свободи»
- Медаль «За Одру, Нісу і Балтику»
- Бронзова медаль «Збройні сили на службі Батьківщині» (1951)

 СРСР
- Орден Леніна
- Орден Червоного Прапора (наказ № 244 Про нагородження орденами і медалями партизан Української РСР)[3]
- Орден Богдана Хмельницького II ступеня
- Орден Вітчизняної війни I ступеня (8 квітня 1945)
- Орден Кутузова II ступеня (31 травня 1945)
- Медаль «Партизану Вітчизняної війни» (1944)
- Медаль «За перемогу над Німеччиною у Великій Вітчизняній війні 1941—1945 рр.»